# Петивичест сцинк
Петивичестите сцинкове (Plestiodon fasciatus) са вид влечуги от семейство Сцинкови (Scincidae).
Разпространени са във влажни гористи местности в югоизточната част на Северна Америка, от Тексас до Онтарио, където са сред най-често срещащите се гущери. Достигат 21 сантиметра дължина на тялото с опашката, а цветът им е тъмнокафяв до черен с отчетливи жълти ивици по дължината на тялото и синкава опашка. Хранят се с различни членестоноги, най-вече паяци, щурци и бръмбари.